# طراح الأول
طراح الأول (بالفارسية: طراح یک) هي قرية تقع في إيران في قسم طراح الريفي. يقدر عدد سكانها بـ 1,370 نسمة .